# Antarchaea formosalis
Antarchaea formosalis là một loài bướm đêm trong họ Noctuidae.